# BWB
BWB（Brown-Whalum-Braun、ブラウン・ウェイラム・ブラウン）は、アメリカ合衆国のフュージョンバンド。ギタリストのノーマン・ブラウン、サクソフォーン奏者のカーク・ウェイラム、トランペッターのリック・ブラウンの3人によって構成される。

## 概要・来歴
2002年にワーナー・ブラザース・レコードからアルバム『グルーヴィン』でデビュー。オールド・スクールなつくりとなっている。また、リッキー・ピーターソンがプロデューサーを担当している。

## ディスコグラフィ

### アルバム
- 『グルーヴィン』 - Groovin'  (2002年)
- Human Nature (2013年)
- BWB (2016年)

### セッション参加作品
- 『イントロ・マイ・ソウル』 - Into My Soul (2003年)
  - カーク・ウェイラムのアルバム。M-5「Hoddamile (Hot or Mild)」で参加。
- 『ベイビーフェイス・ソング・ブック』 - Kirk Whalum Performs the Babyface Songbook (2005年)
  - カーク・ウェイラムのアルバム。M-2「Can We Talk」で参加。
- 『ステイ・ウィズ・ミー』 - Stay with Me (2007年)
  - ノーマン・ブラウンのアルバム。M-4「It Ain't Over BWB」で参加。